# Plaza Vergara
La plaza José Francisco Vergara, más comúnmente plaza Vergara o simplemente plaza de Viña, es una plaza que se encuentra en el centro de Viña del Mar en la  Región de Valparaíso, Chile, específicamente en el terreno formado por la prolongación de la Avenida Libertad, a través del puente del mismo nombre, entre las calles Arlegui y Valparaíso.

## Historia
El fundador de Viña del Mar, José Francisco Vergara destinó los terrenos en donde se ubicaría posteriormente la plaza a la ciudad. Este gesto fue oficializado en el plano de formación y el decreto de autorización emitido el 29 de diciembre de 1874, documentos que la llamaron Plaza de Sucre, quedando inserta en plena calzada de la Avenida Libertad.
El terreno de la plaza no era más que un baldío hasta la creación de la Municipalidad en 1879, cuando comenzaron los trabajos de hermosamiento. Sin embargo, estos trabajos se dificultaron por la necesidad de edificar un muro de contención para el estero Marga Marga. Para facilitar su construcción José Francisco Vergara vendió terrenos adyacentes con la obligación de levantar un muro, determinando así la formación de la plaza.
A comienzos del siglo XX, la plaza intercambió su nombre con la plaza que se encontraba inmediatamente al sur, la Plaza José Francisco Vergara, por lo que la antigua Plaza Sucre comenzó a ser conocida como Plaza Vergara, y viceversa.
En el año 1930 la plaza fue completamente remodelada cuando se instalaron baldosas y las esculturas La Quimera y El Eco. En 1996 se colocó en el centro de la plaza un monumento al fundador José Francisco Vergara.